# Меньшиков, Михаил Иванович
Михаил Иванович Меньшиков (род. 30 декабря 1922, Челябинск — 8 марта 1988, Новосибирск) — советский скульптор, член Союза художников СССР (1955).

## Биография
Родился 30 декабря 1922 года в Челябинске.
Участвовал в Великой Отечественной войне. 
Ещё в 1940 году был направлен в 212 воздушно-десантную бригаду (Юго-Западный фронт). 
В январе 1942 года Меньшиков был назначен политруком роты. 
В 1942 году после ранения уволен в запас.
В 1943—1944 годах работал инструктором-парашютистом Челябинского парашютно-планерного клуба.
С августа 1944 года учился в Ленинградском электротехническом институте, с 1945 по 1952 год — в институте живописи, скульптуры и архитектуры им. И. Е. Репина Академии художеств СССР (факультет скульптуры).
В 1952 году переехал в Новосибирск.
В 1960 году был делегатом Учредительного съезда Союза художников РСФСР.

## Работы

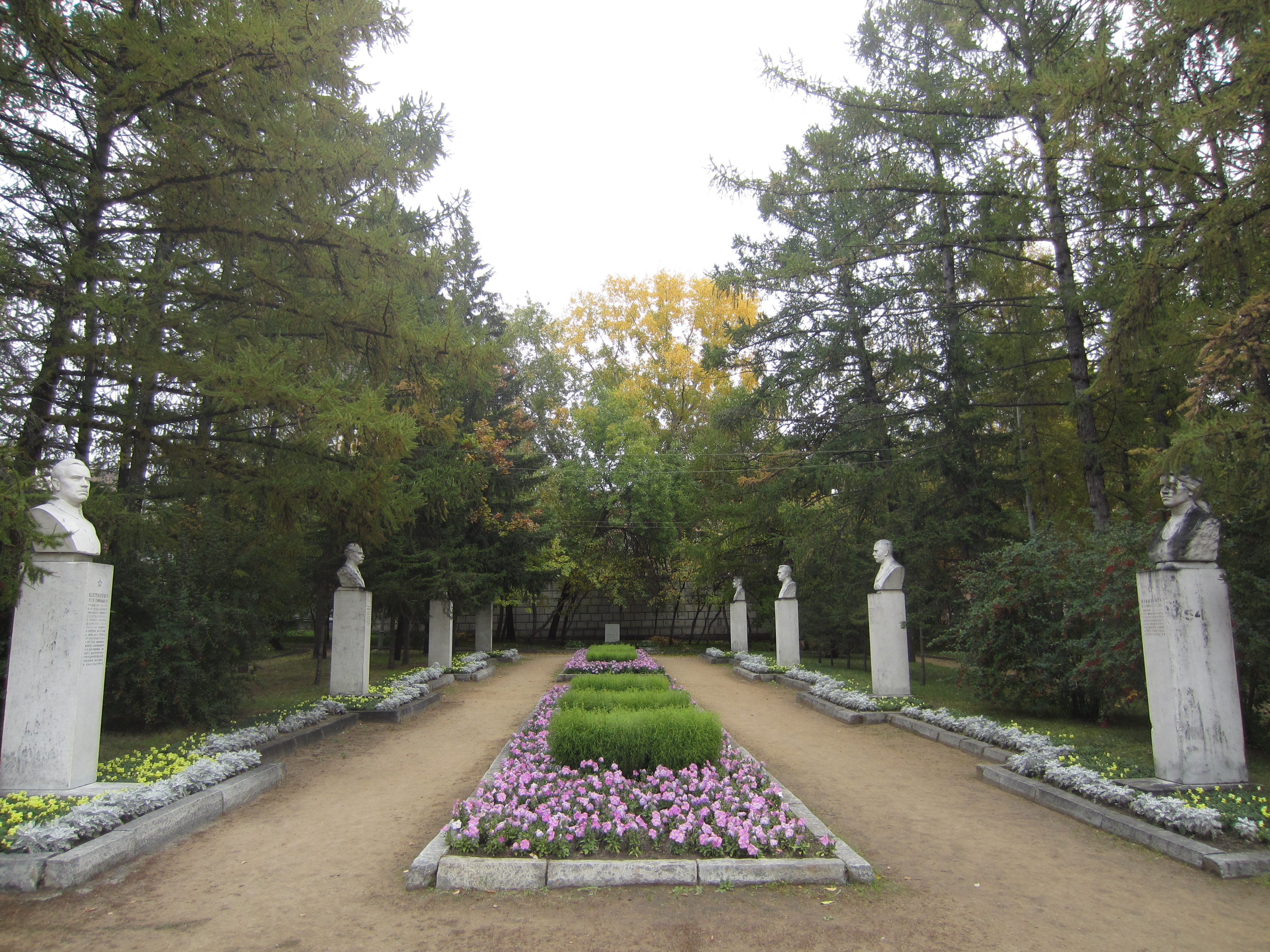
Восемь бюстов революционеров, созданных М. И. Меньшиковым. Сквер Героев Революции, Новосибирск.

### Скульптурные группы. ДК имени Горького в Новосибирске
- «Право на труд» (1954)
- «Право на образование» (1954)
- «Право на отдых» (1954)

### Сквер Героев Революции
- Надгробие могилы Адриена Лежена (1958)
- Бюст П. Е. Щетинкина (1958)
- Бюст В. Р. Романова (1958)
- Бюст А. И. Петухова (1958)
- Бюст Ф. П. Серебренникова (1958)
- Бюст Е. Б. Ковальук (1977)
- Бюст Ф. И. Горбаня (1977)
- Бюст Ф. С. Шмурыгина (1977)
- Бюст Д. М. Полковникова (1977)

### Другие работы
- Памятник 50-летию Советской власти (Камень-на-Оби, 1966)
- Аллея Героев Советского Союза (Камень-на-Оби, 1975)
- Памятник Борису Богаткову на улице Богаткова (Новосибирск, 1977)
- Памятник войнам-сибирякам в сквере 30-летия Победы (Новосибирск, 1980)[1][2]
- Школьница (скульптура)

## Награды
Был награждён медалью «За отвагу».

## Память
Похоронен на Заельцовском кладбище Новосибирска (квартал 92).
На доме № 159 по Красному проспекту, где жил Михаил Меньшиков, установлена мемориальная доска в память о скульпторе.

## Семья
- сын — Данила Михайлович Меньшиков (род. 1956) — советский и российский художник, Заслуженный художник России, член Союза художников России (1990).
- сын — Сергей Михайлович Меньшиков (род. 1957) — советский и российский художник, член Союза художников России (1993)[4].